# BBC One
BBC One (do roku 1997 pod názvem BBC1) je hlavní televizní kanál ve Velké Británii. Je to hlavní televizní kanál společnosti British Broadcasting Corporation (BBC). Začal vysílat 2. listopadu 1936 pod názvem BBC Television Service, a stal se tak prvním regulérním veřejným televizním kanálem na světě. 8. října 1960 se přejmenoval na BBCtv a pod tímto názvem vysílal až do 20. dubna 1964, kdy byl přejmenován na BBC 1 kvůli zahájení vysílání programu BBC 2. 4. října 1997 byl přejmenován na BBC One. Je placen výhradně z koncesionářských poplatků, stejně jako ostatní britské kanály BBC. Momentálně je nejsledovanějším televizním kanálem ve Spojeném království, před jeho hlavním rivalem, komerční ITV 1. V prosinci 2009 dosahoval 21,3 % sledovanosti. Nejsledovanějším pořadem vysílaným na BBC One je soap opera EastEnders, těsně za ní je seriál Doctor Who.

## Historie vysílání

### Začátky
První televizní přenos ve Velké Británii byl sice uskutečněn již 30. 9. 1929 přes BBC v Londýně, měl však ještě hodně daleko k pravidelnému vysílání. První synchronní vysílání obrazu a zvuku se uskutečnilo 30. 3. 1930. Později tohoto roku bylo zahájeno vysílání půl hodiny ráno od pondělí do pátku a půl hodiny v poledne v úterý a v pátek. Tyto přenosy pokračovaly až do června 1932.
BBC zahájila vlastní televizní vysílání z Broadcasting House v Londýně 22. 8. 1932. Toto vysílání bylo ukončeno 11. 9. 1935, kdy bylo částečně zmodernizováno.
Po sérii testů bylo zahájeno regulérní vysílání 1. 10. 1936 z Alexandra Palace v Londýně, které hostilo 2 studia, rozmanité scenérie, vlastní maskérny, kanceláře a spoustu techniky, díky které byla BBC Television Service první televizí vysílající ve vysokém rozlišení od pondělí do soboty od 15:00 do 16:00 a od 21:00 do 22:00.

### Období 2. světové války
1. září 1939, 2 dny před tím, než Velká Británie vyhlásila válku Německu, přestala stanice téměř bez upozornění vysílat. Poslední vysílaný program vysílaný na této stanici byl kreslený Mickey Mouse, kterého následovalo oznámení o odpoledním programu, který se ale nevysílal.

### Po válce
BBC se vrátila 7. června 1946 v 15:00. Nové vysílání zahájila Jasmine Bligh, jedna z původních hlasatelek, slovy:
Good afternoon everybody. How are you? Do you remember me, Jasmine Bligh?
Překlad: Dobré odpoledne všichni. Jak se máte? Pamatujete si mě, Jasmine Bligh?
Po chvíli byla reprízovaná pohádka Mickey Mouse.

### 50. léta
Základnou kanálu byla až do padesátých let Alexandra Palace, poté se BBC přestěhovala do BBC Television Centre ve While City v Londýně, kde se nachází dodnes.
BBC držela ve Velké Británii monopol na televizní vysílání až do roku 1955, kdy začala vysílat první ze stanic komerční ITV, což vedlo k rychlé změně identů kanálu.

### 60. léta
Stanice byla při příležitosti zahájení vysílání kanálu BBC 2 přejmenována na BBC 1. O půlnoci 15. listopadu 1969 začal kanál vysílat v 625řádkovém barevném PAL formátu.

### 70. léta
Nejúspěšnější časy BBC 1 z pohledu sledovanosti byla doba mezi léty 1974–1977, kdy kanál dosahoval sledovanosti až 45%.
Někteří tato léta označují jako zlatý věk BBC, také kvůli vysoké kvalitě seriálů, her, zábavných pořadů, či dokumentů

### 80. léta
V osmdesátých letech začal kanál vysílat první ranní zpravodajský, tzv. breakfast, pořad ve Velké Británii.

### 90. léta
V roce 1991 začala BBC vysílat ve stereo zvuku a v roce 1998 začala vysílat v širokoúhlém formátu. Mezi lety 1992 a 1994 v nočních hodinách BBC1 vysílal první kódovaný servis BBC, BBC Select, který vysílal pořady pro právníky, zdravotní sestry, účetní a další povolání. Vysílal obvykle mezi 2. a 4. hodinou ráno.

## BBC One HD

Logo kanálu BBC One HD

BBC spustila 3. listopadu 2010 na 74. výročí zahájení vysílání televize kanál BBC One ve vysokém rozlišení obrazu. BBC One HD, které je momentálně simulcastem celonárodní verze BBC One, bude v první fázi přenášet v HD nejpopulárnější pořady jako EastEnders, Holby City, The One Show, The Apprentice, The Weakest Link, či Quite Interesting. Zároveň s nimi budou vysílány nejvýznamnější události podzimu, jako Strictly Come Dancing (britská verze pořadu StarDance ...když hvězdy tančí), Human Planet a Waterloo Road. Do budoucna se také chystá zahájení natáčení v HD pro pořady Songs of Praise, Casualty, Match of the Day, A Question of Sport a Blue Peter. Podíl HD pořadů ve vysokém rozlišení by se měl postupně zvyšovat, konce roku 2012 by již měla být v HD vysílána drtivá většina pořadů.
BBC One HD bude dostupná ve všech televizních platformách, které přinášejí HD kanály – Freesat, Freeview, Sky a Virgin Media. Tento kanál bude „dodatkem“ ke stávajícímu kanálu BBC HD, který bude přinášet to nejlepší ze zbytku pořadů v HD, kterými BBC disponuje. BBC Trust oznámilo, že v současné době není kvůli technickým a finančním možnostem možné vysílat kanál BBC One ve všech regionálních variantách. 

## Regionální vysílání
Regionální studia v Walesu, Skotsku a Severním Irsku provozují regionální verze BBC One, kde vysílají populární regionální pořady i nejsledovanější šlágry (EastEnders atd.). V Anglii existuje dále asi 10 reg. studií, které vysílají zprávy a produkují některé pořady pro BBC One.

## Titulky
BBC oznámila v květnu 2008 svou snahu dávat ke svým pořadům titulky pro diváky se sluchovými vadami. BBC také nabízí zvukový popis děje u některých populárních programech na BBC One. V roce 2009 to bylo asi 10% pořadů, v roce 2008 asi 8%.

## Loga kanálu

Logo BBC1 od roku 1991 do 4. října 1997
Logo BBC One od 4. října 1997 do roku 2002
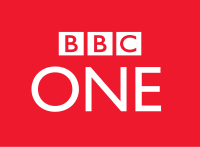
Logo BBC One od roku 2002 do roku 2006
Logo BBC One Scotland od roku 2006 do roku 2021
Logo BBC One Scotland od roku 2021 dodnes
Logo BBC One Wales od roku 2006 do roku 2021
Logo BBC One Wales od roku 2021 dodnes
Logo BBC One Northern Ireland od roku 2021 dodnes